# Ünneprontók ünnepe
Az Ünneprontók ünnepe (eredeti cím: The Wedding Crashers) 2005-ben bemutatott amerikai romantikus vígjáték, amelyet David Dobkin rendezett. A filmet Steve Faber és Bob Fisher írta. Az Ünneprontók ünnepe a brománcfilmek egyik példája.
Az Egyesült Államokban 2005. július 15-én, Magyarországon 2005. szeptember 29-én volt a premierje. A film DVD-n is megjelent 2006. április 11-én.

## Cselekmény
|  | Alább a cselekmény részletei következnek! |

John Beckwith (Owen Wilson) és Jeremy Gray (Vince Vaughn) már 17 éve, szinte gyerekkoruk óta barátok. Mindketten egy munkahelyen dolgoznak, a feladatuk pedig az, hogy kibékítsék a válásra készülő házaspárokat. Amit a szabadidejükben csinálnak, nem éppen kiegészítése a munkájuknak: esküvőkre járnak, és egyetlen céljuk, hogy jól érezzék magukat, illetve minél több nőt szerezzenek maguknak. A két jó barát rengeteget tanult a szakmában már veteránnak számító Chaiz Reinholdtól (Will Ferrell). John és Jeremy mindent tudnak, amit egy esküvőről és az azt követő lagziról tudniuk kell. Ajándékként rendszerint egy igényesen becsomagolt semmit nyújtanak az ifjú házasoknak, és egy irreális szerepet találnak ki maguknak.
Az amerikai pénzügyminiszter William Cleary (Cristopher Walken) nagyobbik lányának az esküvőjére is ellátogatnak, ugyanazzal a céllal, mint eddig. Ám John – még az esküvő előtt – megpillantja álmai nőjét, az elbűvölően gyönyörű Claire Clairyt (Rachel Mcadams), aki a pénzügyminiszter középső lánya. Ezzel párhuzamosan Jeremy megismerkedik Claire húgával Gloriával (Isla Fisher), de őt nem ugyanazok a célok vezérlik, mint a társát. A lány unszolására Jeremy elkíséri a családot az otthonukba.
A bonyodalmat Claire barátja, Zack Logde (Bradly Cooper) okozza, akivel a lány három és féléve együtt van. Zack valójában nem szereti hitvesét, megcsalja, és csak az apja kapcsolatait tartja fontosnak. Mivel pejoratív, fölhívja a barátját, hogy derítse ki a vendégek valóban azok-e, akiknek mondják magukat. John, hogy eltávolítsa Zacket, szemcseppet önt a poharába a családi vacsora közben. Zack azonban kideríti, hogy a két férfi csaló, így kénytelenek sietősen távozni.
John és Jeremy visszatér a normális életbe. Jeremy próbálja tartani a kapcsolatot Gloriával, mikor John előáll egy újabb ötlettel: ketten együtt elmennek Claire eljegyzési partijára, pincérnek öltözve. A terv rosszul sül el, mert Jeremy nem jelenik meg, mivel Gloriával volt együtt. Ráadásul Zack észreveszi Johnt az ünnepségen, kidobja, és meg is veri. Ezt követően John és Jeremy között nézeteltérés alakul ki, amelynek következtében a kapcsolatuk megszakad. John introvertált lesz, magába fordul, egyedül jár esküvőkre. Ebben a periódusában látogatja meg Chaizt, akitől megtudja, hogy a temetés az igazán jó, nem az esküvő. Mikor részt vesz egy ehhez hasonló temetésen, rádöbben, hogy Claire mindennél többet jelent neki. Tudja a hollétét, mivel Jeremy és Gloria összeházasodik.
Mindent elkövet, hogy Claire-t visszaszerezze, míg végül a lány igent mond neki. A film végén Jeremy felveti, hogy négyen közösen elmehetnének egy esküvői potyázásra, Claire pedig kitalálja a szerepüket: népdalénekesek Salt Lake City-ből.
|  | Itt a vége a cselekmény részletezésének! |

## Szereplők
| Színész            | Szerep          | Magyar hang    |
| ------------------ | --------------- | -------------- |
| Owen Wilson        | John Beckwith   | Széles László  |
| Vince Vaughn       | Jeremy Gray     | Kassai Károly  |
| Christopher Walken | William Cleary  | Barbinek Péter |
| Rachel McAdams     | Claire Cleary   | Vadász Bea     |
| Isla Fisher        | Gloria Cleary   | Ruttkay Laura  |
| Jane Seymour       | Kathleen Cleary | Vándor Éva     |
| Keir O’Donnell     | Todd Cleary     | Elek Ferenc    |
| Will Ferrell       | Chaiz Reinhold  | Kerekes József |
| Bradley Cooper     | Zack Logde      | Rajkai Zoltán  |

## Fogadtatás

### Kritikai visszhang
Az Ünneprontók ünnepe című film a Rotten Tomatoes oldalán 75%-ban pozitív kritikát kapott.

### Bevételi adatok
Az első héten 33 900 720 millió dollárt jövedelmezett, összesen pedig 285 176 741 dollárt.

## Televíziós változat
A film alkotói The Real Wedding Crashers címmel valóságshowt készítettek, azonban végül néhány epizód után levették a műsorról.